# ميتش موريس
ميتش موريس (بالإنجليزية: Mitch Morris)‏ هو عارض وممثل أمريكي، ولد في 15 أكتوبر 1979 في الولايات المتحدة.

## وصلات خارجية
- ميتش موريس على موقع IMDb (الإنجليزية)
- ميتش موريس على موقع ألو سيني (الفرنسية)
- ميتش موريس على موقع أول موفي (الإنجليزية)
- ميتش موريس على موقع قاعدة بيانات الفيلم (الإنجليزية)
- ميتش موريس على موقع كينوبويسك (الروسية)